# Andreas Gursky
Andreas Gursky (Lipsia, 15 gennaio 1955) è un fotografo tedesco considerato uno dei maggiori artisti al mondo famoso per le fotografie di grande formato.
Insieme a Axel Hütte, Jörg Sasse, Thomas Struth, Candida Höfer e Thomas Ruff fa parte della Becher-Schüler.
Nel 2011 la sua opera Rhein II viene battuta all'asta da Christie's per la somma record di 4.338.500 dollari. Lunga tre metri e mezzo, è una veduta del Reno scattata nel 1999. Tale primato era già stato suo precedentemente nel 2007 allorché fu venduta all'asta la sua opera 99 Cent II Diptychon da Sotheby ad un prezzo di 3.346.456 dollari Ad oggi il fotografo è il più pagato al mondo.

## Biografia
Andreas Gursky nasce in Germania, a Lipsia, nel 1955, figlio di un fotografo commerciale, cosa che gli permetterà di approcciarsi fin dall'infanzia alla fotografia e alle tecniche fotografiche. Gursky trascorre i primi anni a Düsseldorf, con la famiglia. Dal 1978 all'1981 studia all'Università delle Arti Folkwang, università a indirizzo artistico nella vicina Essen, dove ha come professore il fotografo Otto Steinert, all'epoca la scuola di fotografia più rinomata della Germania. Tra il 1981 e il 1987 all'accademia di belle arti di Düsseldorf (Kunstakademie Düsseldorf), Gursky riceve una forte influenza dai suoi professori Hilla e Bernd Becher, un team fotografico che si contraddistinse per il loro spassionato catalogare di macchinari industriali e architettura, tipicamente in bianco e nero. Gursky mostra un simile approccio metodico con le sue fotografie in grande scala. Altri autori che lo hanno influenzato sono probabilmente il fotografo di panorami inglese John Davies e l'americano Joel Sternfeld.
I primi successi tuttavia sono incentrati su panorami e luoghi di relax e hanno dimensioni medio-piccole, non oltre i 50x60 cm. Solo attorno ai 25 anni Gursky si dedica al grande formato e si converte alla fotografia a colori, spesso molto vivaci e vari, immortalando soggetti di grandi dimensioni come edifici (Paris, Montparnasse, 1993), luoghi ordinatamente affollati come gli scaffali dei supermercati (99 Cent II Diptychon, 2001), affollate sale di contrattazione finanziaria (Chicago Board of Trade II, 1999 e Tokyo Stock Exchange, 1990), un concerto del primo maggio (May Day IV, 2000) etc.
Nel 1988 espone la sua prima mostra a Cologna presso la Galerie Johnen & Schöttle, la quale però riscontra uno scarso successo. Nel 1990 il fotografo scatterà la fotografia nel porto di Salerno che segnerà la svolta fondamentale nel suo stile, nella sua carriera e quindi nella sua vita. Si tratta del primo scatto in cui è evidente la direzione ben precisa dell'estetica industriale che diventerà il marchio di fabbrica del suo lavoro. In un'intervista al Guardian ha dichiarato:
Nel 1988 Gursky espone la sua prima mostra personale negli Stati Uniti presso il Milwaukee Art Museum, questa tappa della sua vita artistica è stata poi oggetto di una retrospettiva nel 2001 presso il The Museum of Modern Art di New York. Tra le più importanti esposizioni internazionali di cui il suo lavoro è stato protagonista troviamo l’Internationale Foto-Triennale di Esslingen (1989 e 1995), la Biennale di Venezia (1990 e 2004) e la Biennale di Sydney (1996 e 2000).
Negli anni '90 il fotografo porta avanti una nuova visione artistica: le immagini diventano enormi, fino ai limiti della stampa fotografica e l'occhio si focalizza sul mondo esterno. Tra i soggetti preferiti ritroviamo le strutture artificiale ed i luoghi ad alta concentrazione umana: dai centri commerciali e logistici fino alla borsa di Tokyo. Da questi anni in poi le opere di Gursky sono sempre più ricercate ed apprezzate dalla critica, tanto che il fotografo è continuamente impegnato in mostre ed eventi in giro per il mondo. Dal 2010 in poi il fotografo ha dichiarato di usare sempre di più la post produzione come scelta stilistica, al punto da creare vere e proprie fotografie fittizie. Si è dichiarato "interessato a fare immagini", di studiare a lungo le sue opere tanto da non pubblicarne più di otto all'anno.
L'artista ha più volte dichiarato che il suo scopo è quello di creare un'enciclopedia della vita, che mostri il mondo in cui viviamo nei suoi lati più desolanti, la società del consumismo messa a nudo ed i valori dei nostri tempi, l'angoscia esistenziale che permea il nostro secolo.

## Lo stile
Gursky ha uno stile fotografico estremamente riconoscibile, tanto da essere entrato di diritto nel panorama dell'arte contemporanea. I suoi scatti sono contraddistinti dalla pienezza e dall'intensa ricerca di dettagli e continue ripetizioni, quasi ossessive, tanto da spingere lo spettatore a perdersi nell'immagine. Nonostante la tecnica della panoramica a volo d'uccello che conferisce alle immagini un focus panoramico sono distinguibili una miriade di dettagli disposti con la stessa importanza nel campo visivo. Spesso viene definita una geometria ipnotica.
La fotografia di Gursky racconta il mondo attuale: il consumismo (magazzini di Amazon pieni di merce stipata, o supermercati senza nemmeno uno spazio vuoto, luoghi industriali...), il senso di alienazione dell'uomo davanti a tutto questo. I suoi scatti fanno scaturire un senso di inadeguatezza ed impotenza, che è proprio ciò che il fotografo vuole comunicare. Le sue fotografie sembrano fermare il tempo, decontestualizzare ed estremizzare ciò che raccontano.

### La natura innaturale
Anche quando si approccia al paesaggistico, Gursky non si discosta dalla sua estetica industriale. Il fotografo infatti ritrae una natura dove elementi umani ed industriali, come pannelli solari, si confondono con la natura stessa. Spesso la natura è trasfigurata e modificata, con l'obiettivo di alterare il punto di vista dello spettatore, esattamente come la mano dell'uomo altera i paesaggi. Il paesaggio sembra quasi una composizione grafica, fatta da punti, linee e geometrie sapientemente calibrate.

## Il rapporto con l'arte
Considerato un artista contemporaneo, per il suo stile e la sua poetica è stato accostato dalla critica a Jackson Pollock e Andy Warhol, mentre all'artista americano Sol Lewitt per la costante presenza di pattern visivi all'interno delle sue opere.
Nelle sue fotografie, così come in un quadro,  l'uso del colore non è mai casuale ed è anzi produttore di un senso di ordine arbitrario, e dà vita al messaggio da recapitare allo spettatore. Spesso le fotografie sono ampiamente modificate.Non c'è distinzione tra uomo, oggetto e natura, ma ognuno di questi è un singolo elemento che viene spersonalizzato e dà vita a una visione d'insieme. Un'altra caratteristica che porta con sé la spersonalizzazione dei soggetti è la mancanza di profondità, che vuole raccontare un'epoca di mercificazione ed omologazione.

## Mostre (selezione)
- 1989: Museum Haus Lange, Krefeld; Centre Genevois de Gravure Contemporaine, Ginevra, Svizzera
- 1992: Kunsthaus Zürich, Svizzera
- 1994: Deichtorhallen, Amburgo; De Appel Foundation, Amsterdam; Kunstmuseum Wolfsburg, Wolfsburg, Germania
- 1995: Portikus Frankfurt; Rooseum, Malmö, Svezia; Tate Gallery Liverpool, Regno Unito
- 1998: Kunsthalle Düsseldorf; Kunstmuseum Wolfsburg; Fotomuseum Winterthur, Svizzera; Milwaukee Art Museum, Milwaukee, USA; Museum of Contemporary Arts, Houston, USA
- 1999: Scottish National Gallery of Modern Art, Edimburgo, Regno Unito; Castello di Rivoli, Torino, Italia
- 2000: Sprengel Museum Hannover; Galerie für Zeitgenössische Kunst, Lipsia; Busch-Reisinger Museum, Università di Harvard, Cambridge, USA
- 2001: Museum of Modern Art, New York, USA; Museum of Contemporary Art, Chicago, USA; Centro de Arte Reina Sofía, Madrid, Spagna; Centre Georges Pompidou, Parigi, Francia;
- 2003: San Francisco Museum of Modern Art, San Francisco, USA
- 2005: Kunstmuseum Wolfsburg; Fundacion Juan March, Madrid, Spagna
- 2007: Haus der Kunst Monaco di Baviera, Germania
- 2007: Monica Sprüth Philomene Magers, Londra, Regno Unito
- 2007: Istanbul Museum of Modern Art, Istanbul, Turchia
- 2007/8: Museum für Gegenwartskunst | Kunstmuseum Basel, Svizzera (20. Oktober 2007 - 24. Februar 2008)
- 2007/8: Sharjah Art Museum, Sharjah, Emirati Arabi Uniti
- 2008: Mathildenhöhe, Darmstadt, Germania
- 2008: Museum für Moderne Kunst, Francoforte sul Meno, Germania
- 2008: Haus Lange und Haus Esters, Krefeld, Germania
- 2009: Modernamuseet, Stoccolma, Svezia
- 2010: Sprüth Magers, Berlino, Germania
- 2011: Gagosian, New York, USA
- 2012: Stiftung Museum Kunstpalast, Düsseldorf, Germania
- 2013: The National Art Center, Tokyo, Giappone
- 2014: The National Museum of Art, Osaka, Giappone
- 2015: Museum Frieder Burda, Baden-Baden, Germania
- 2016: Kunstsammlung Nordrhein-Westfalen, Düsseldorf, Germania
- 2018: Hayward Gallery, Londra, Regno Unito
- 2019: Espace Louis Vuitton Beijing, Pechino, Cina
- 2020: Sprüth Magers, Berlino, Germania
- 2022: Amorepacific Museum of Art, Seul, Corea del Sud
- 2023: Fondazione MAST, Bologna, Italia

## Opere (selezione)
- Paris, Autosalon, 1993, 200 × 170 cm
- Paris, Montparnasse, 1993, 186 × 357 cm
- Cibachrome, 1997, 186 × 239 cm
- Brasilia und Plenarsaal I, C-Print, 1994, 120,5 × 163,8 cm
- Untitled IV (Prada I), 1996, 135 × 226 cm
- 99 Cent II Diptychon, 2001, 207 × 337 cm (C-Print)
- Bahrain I, 2005, 306 × 221,5 cm (C-Print)
- Kuwait Stock Exchange, 2007, 295 × 222 cm
- Pyongyang I, 2007, 307 × 215,5 cm (C-Print)
- James Bond Islands III, 2007, 307 × 223,3 cm (C-Print)
- Dubai World I, Dubai World II
- F1 Boxenstopp IV, 2007, 222,4 × 608 cm (C-Print)

## Premi
- 2008 – Kaiserring der Stadt Goslar
- 2003 – Wilhelm-Loth-Preis, Darmstadt
- 1998 – Photographie-Preis der Citibank Private Bank
- 1991 – Renata-Preis
- 1989 – 1. Deutscher Photopreis der Landesgirokasse Stuttgart